# Sabrina van der Sloot
Pour les articles homonymes, voir van der Sloot.
Sabrina van der Sloot est une joueuse néerlandaise de water-polo née le 16 mars 1991 à Gouda, en Hollande-Méridionale. Elle a remporté avec l'équipe des Pays-Bas la médaille de bronze du tournoi féminin aux Jeux olympiques d'été de 2024, organisés à Paris.